# マリンピア神戸

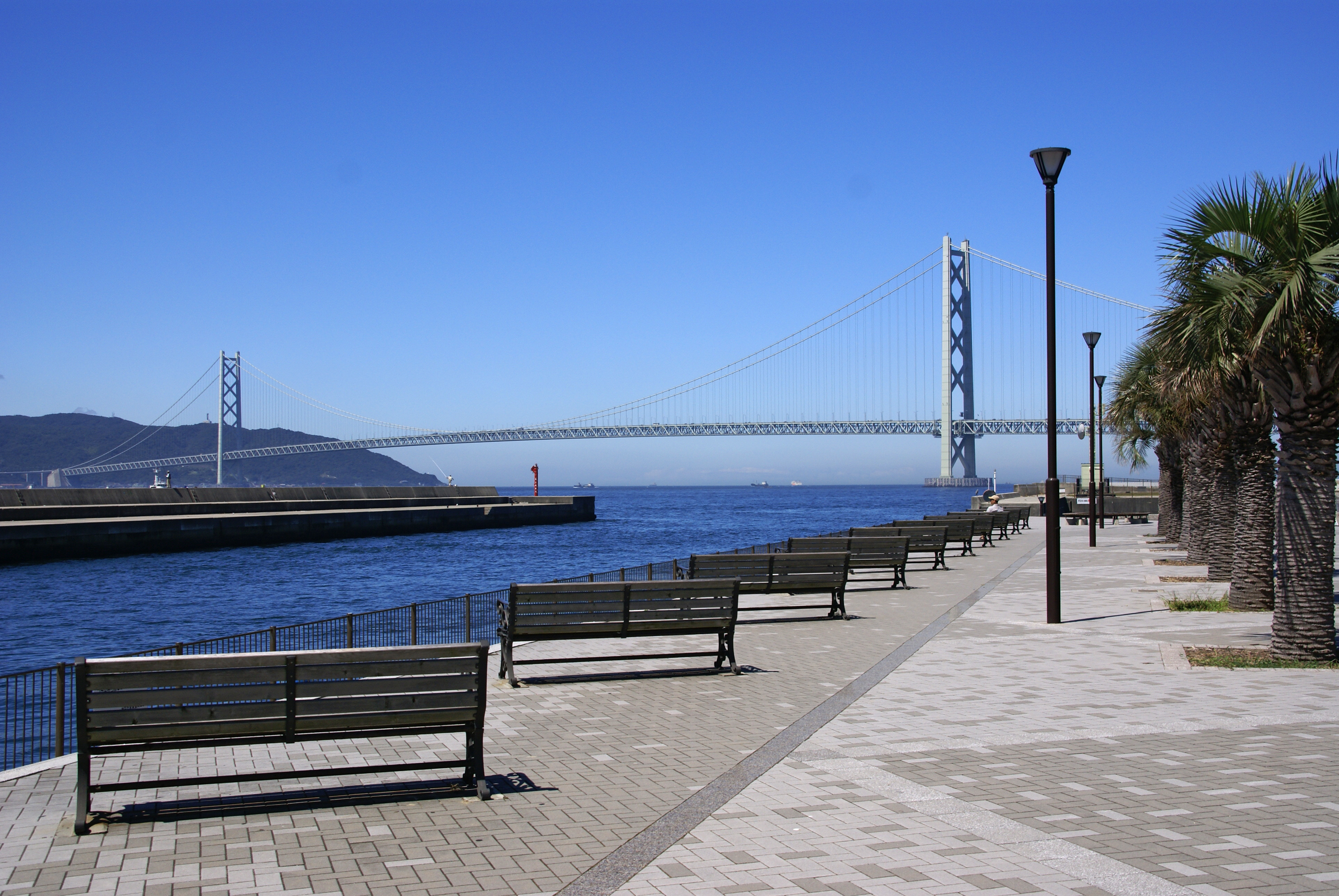
海側は明石海峡大橋を一望できる

マリンピア神戸（マリンピアこうべ）は、神戸市垂水区のウォーターフロントにあるショッピングモール。

## 施設

### 三井アウトレットパーク マリンピア神戸
三井不動産開発三井不動産商業マネジメント運営のアウトレットモール。「人と海と魚のふれあいの場」をテーマに、神戸市によって整備された。総面積18.5ha。店舗面積16,600m2。商圏人口は約500万人。コンセプトは「南欧の港町」。2023年1月からリニューアルのため、一時閉館している。
- シーポートレストランツ
- ファクトリーアウトレッツWEST
- ファクトリーアウトレッツEAST
- ファクトリーアウトレッツANNEX

以前は「マリンピア神戸 ポルトバザール」という名称であったが、三井不動産が全国で運営するアウトレットモールの名称を統一する方針から、2008年4月1日付で改称された。

### 神戸市立水産体験学習館
漁業に対する理解を求めて造られた教育機関。愛称はさかなの学校。のびのびパスポート対象施設。2023年3月に閉業。
- 展示学習室
- 円形水槽
- 図書・ビデオコーナー
- 研修室
- おさかな広場
- 海洋牧場

### 神戸フィッシャリーナ

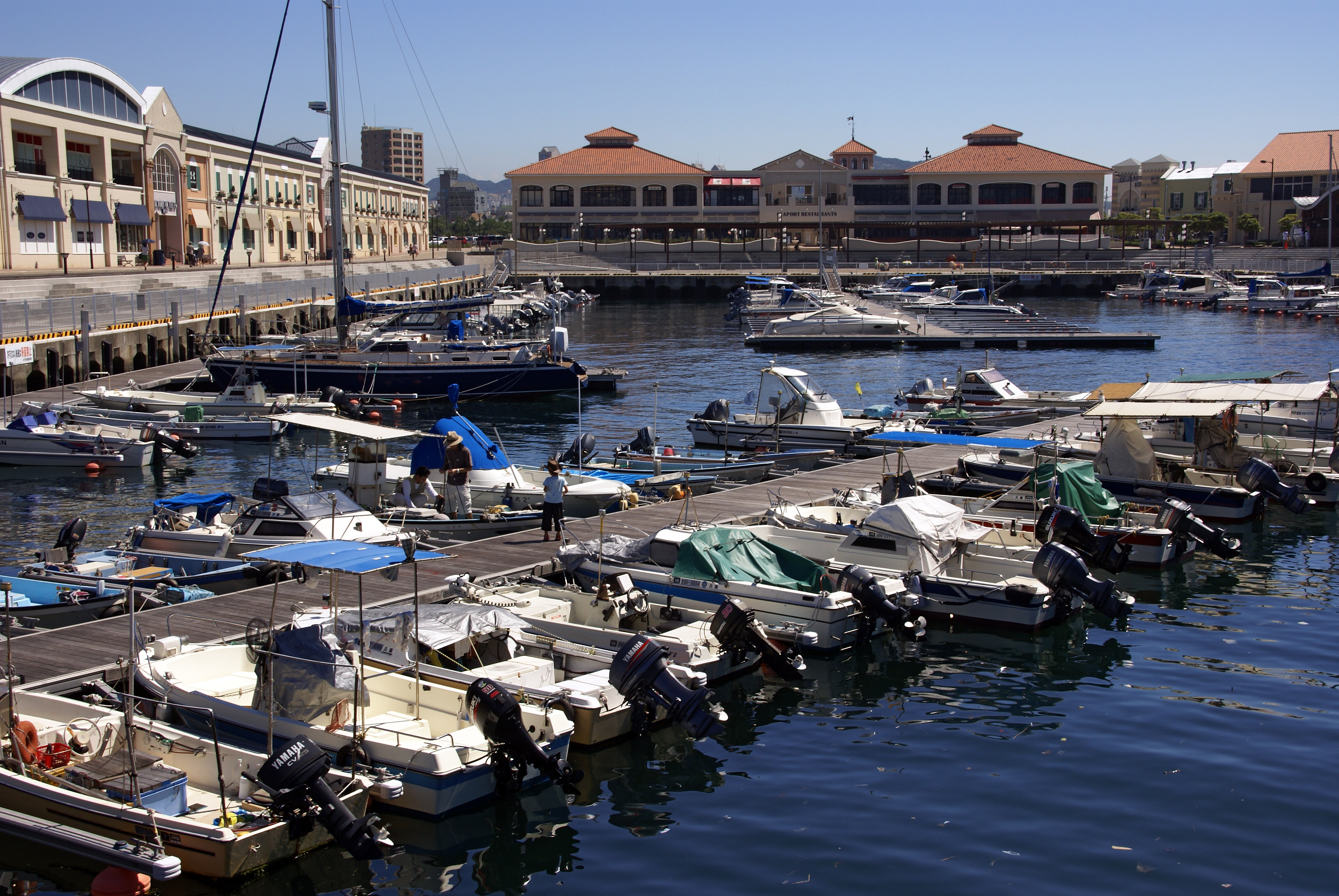
神戸フィッシャリーナに面して建つ三井アウトレットパーク マリンピア神戸の施設群

神戸市及びヤマハ発動機運営のヨットハーバー。神戸垂水海の駅の名称で海の駅に登録されている係留施設。供用期間は2022年3月末まで。

### シーフードマルシェ
かつて神戸市漁業共同組合が運営していた施設。地元で捕れた魚介類を扱う市場とレストランで構成されていた。
その後、三井不動産によって改装され、現在はファクトリーアウトレッツANNEXとなっている。

## 沿革
- 1991年 - 1月28日 埋立地造成開始
- 1997年 - 1月21日 埋立地造成終了
- 1998年 - 3月20日 神戸市立水産体験学習館（さかなの学校）開館
- 1999年 - 7月30日 シーポートレストランツ開業。10月1日 ファクトリーアウトレッツWEST開業
- 2000年 - 6月28日 ファクトリーアウトレッツEAST開業。7月28日 - シーフードマルシェ開業
- 2001年 - 10月1日 神戸フィッシャリーナ開業
- 2006年 - 4月7日　ファクトリーアウトレッツANNEX開業
- 2009年 - 3月18日 ファクトリーアウトレッツ セントラル開業
- 2024年 - 11月26日 グランドオープン。

## 周辺施設
- 垂水駅
- 国道2号
- 垂水温泉太平のゆ
- 垂水漁港
- 舞子公園
- 明石海峡大橋
- 五色塚古墳
- イオン垂水店
- アジュール舞子
- ファミリーマート 垂水海岸通店
- 星乃珈琲
- なか卯 垂水海岸通店
- ココス 神戸垂水店
- マリブカフェ